# ジェームズ・M・ケイン

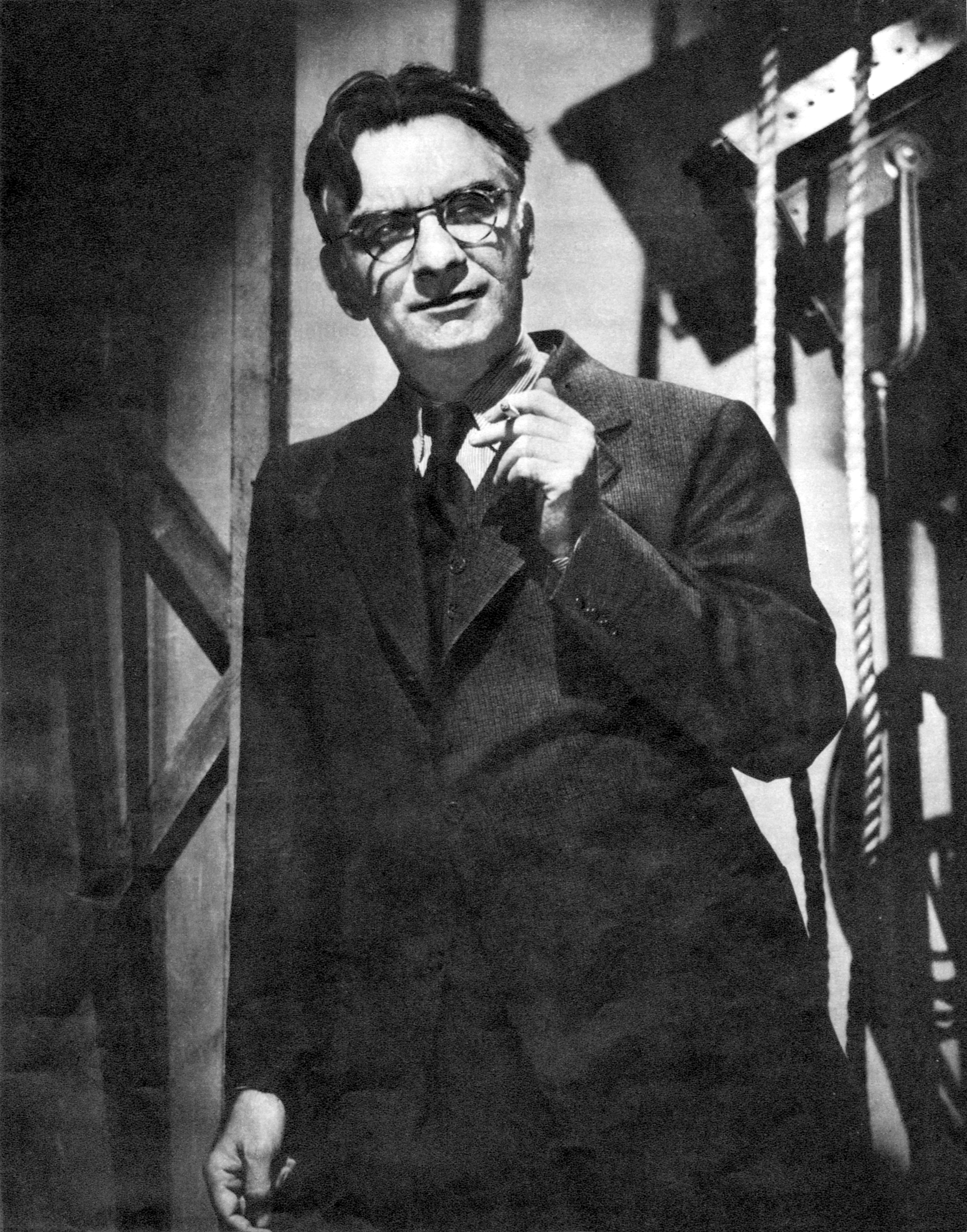
ジェームズ・ケイン (1938)

ジェームズ・M・ケイン（James Mallahan Cain, 1892年7月1日 - 1977年10月27日）はアメリカ合衆国出身のジャーナリスト、作家。特に犯罪小説で有名。

## 経歴
メリーランド州の州都アナポリス市のアイルランド系カトリックの家庭に生まれる。父親のジェイムズ・ウィリアム・ケインは同州チェスタートン市のワシントン・カレッジの校長、母親はオペラ歌手のローズ・マラハンで、母親の職業から、ケインも少年時代にはオペラ歌手の志望を抱いていたが、声量不足を母親から指摘されて断念する（ケインは一生を通じて病質な体質に悩んでいた）。1910年に18歳で、父親が校長を務めるカレッジで文学士号の学位を取り、その後アメリカが第一次大戦に参戦したことから、卒業後に二年間を兵役に服した。軍ではフランスにて軍向け雑誌の編集を手がける。1917年には文学修士号の資格を獲得、それからの四年間、ケインは父のカレッジで数学と英語学を教えた。ジャーナリスト志望だったケインはボルティモアの新聞社に務め、（『ボルティモア・アメリカン』紙、1917～18年、『ボルティモア・サン』紙、1919～1923年）、そのあとは故郷アナポリスのセント・ジョン大学ジャーナリズム科で一年ほど教壇に立った。その後、ニューヨークで『ワールド』紙につとめ（1924～1931年）、論説を担当することになる。新聞社の仕事の合間には雑誌向けの短編小説を書きだす。その後ハリウッドに向かい、脚本家、作家として活躍するようになる。そして1934年に『郵便配達は二度ベルを鳴らす（The Postman Always Rings Twice）』を発表、ベストセラーとなり、小説家とシナリオ・ライターの二足のわらじを履くことになったが、1936年に連載小説として書かれた『殺人保険（Double Indemnity）』（リバィティー・マガジンに連載）にも成功し、作家としても経済的にも恵まれた位置に定着した。
その後、病身に鞭打って三十数年にわたる作家活動を続け、二十編近い長編と夥しい数の短編を書き上げた。その作品の多くは映画化されて、いずれも好評をもって迎えられ、ケインの原作による映画会社の収益は千二百万ドルの巨額に登った。ところが彼自身の所得は累計十万ドルに過ぎず、そこに執筆者の利益擁護機関の必要性を感じとり、同志を募り運動を起こした。これが現在のアメリカ作家同盟の設立のきっかけになった。
『郵便配達は二度ベルを鳴らす』がカミュの『異邦人』に影響を与えたという説が根強くあるが、カミュ自身はこの小説に言及した事はない。

## 主な作品
- 郵便配達は二度ベルを鳴らす (1934)
- 殺人保険 (1943)
- アドレナリンの匂う女 (1965)
- 美しき恋のからくり (1985)

### 日本語訳
※上記「郵便配達は二度ベルを鳴らす」以外
- 『ジェームス・ケイン選集 第1巻　セレナーデ』蕗沢忠枝訳 日本出版協同 1954
- 『ジェームス・ケイン選集 第2巻　深夜の告白』蕗沢忠枝訳 日本出版協同 1954
- 『ジェームス・ケイン選集 第4巻　バタフライ』 蕗沢忠枝訳 日本出版協同 1954
- 『殺人保険』蕗沢忠枝訳 新潮文庫 1962
- 『アドレナリンの匂う女』宇野利泰訳 新潮社 1967、創元推理文庫 1978
- 『美しき恋のからくり』青木信義訳 語学春秋社 1985
- 『悪の対決』 (イングリッシュトレジャリー・シリーズ) 青木信義訳 語学春秋社 2006
- 『カクテル・ウェイトレス』田口俊樹訳 新潮文庫 2014
- 『ミルドレッド・ピアース　未必の故意』吉田恭子訳 幻戯書房〈ルリユール叢書〉 2021